# Hogna sansibarensis
Hogna sansibarensis är en spindelart som först beskrevs av Embrik Strand 1907.  Hogna sansibarensis ingår i släktet Hogna och familjen vargspindlar. Inga underarter finns listade i Catalogue of Life.